# Ermita de San Cristóbal (Alboraya)
La ermita de San Cristóbal es un templo situado en la partida del Miracle, en el municipio de Alboraya. Es Bien de Relevancia Local con identificador número 46.13.013-005.
Hay culto en su fiesta anual.

## Historia
La ermita fue construida entre 1881 y 1883 por el ayuntamiento de Alboraya, financiada por las limosnas de los fieles. Fue bendecida el 21 de septiembre de 1884.

## Descripción
El edificio es un pequeño templo rectangular, con un cuerpo principal cubierto por un tejado a dos aguas y una sacristía adosada a la parte posterior. En la fachada, sobre la puerta, existe un panel ovalado de baldosas cerámicas con la imagen de San Cristóbal y una inscripción referente a los daños sufridos durante la guerra civil española y su reconstrucción financiada por Francisca Carbonell Aguilar. Se encuentran también en la fachada otras tres baldosas cerámicas, que conmemoran la edificación de la ermita por el ayuntamiento en 1881 y la finalización de la obra en 1883. La fachada está rematada por un frontón triangular, en el que se incluye un pequeño óculo, y en cuyo vértice hay una espadaña de un solo hueco para la campana.
El interior conserva en el altar, dentro de un tabernáculo de madera anterior a la Guerra Civil, la imagen de San Cristóbal llevando al Niño. Hay coro, al que se accede mediante una escalera de caracol. Hay un Vía Crucis presentado en diversos cuadros, y entre otros cuadros y pinturas se encuentra una de la Virgen del Rosario que se estima del siglo XVII.
En la sacristía, un panel cerámico de 1851 presente la leyenda de la llegada de la imagen del santo titular a Alboraya.